# Reinhard von Kirchbach
Reinhard von Kirchbach (* 13. Mai 1913 in Lichterfelde; † 20. März 1998 in Altenhof) war ein deutscher evangelisch-lutherischer Pastor und Propst, der sich nach seiner Zurruhesetzung im interreligiösen Dialog engagierte. Er trat als mystisch orientierter Schriftsteller hervor, dessen Sehnsucht auf die von dem einen einzigen Gott in Christus gewollte Einheit aller Religionen gerichtet war.

## Leben und Wirken

### Herkunft, Prägung, Theologiestudium
Geboren 1913 in Berlin ist Reinhard von Kirchbach in Dresden aufgewachsen. Mit sechs Jahren verlor er seine Mutter. Sein Vater Arndt von Kirchbach war Offizier, diente im Ersten Weltkrieg im Generalstab und begann 1920 mit 35 Jahren Theologie zu studieren. Als er 1921 wieder heiratete, wurde Esther von Kirchbach Reinhards zweite Mutter. Zu seiner Schwester bekam er dadurch eine Stiefschwester und dann weitere fünf Halbgeschwister hinzu. Esther von Kirchbach ist bekannt geworden durch kirchliche Publikationen in der Vorkriegszeit und heute durch eine Briefmarke in der Serie Frauen der Deutschen Geschichte. Ihr konnte der Sohn sein Herz ausschütten, und sie hat ihm den Zugang zu christlicher Mystik und zu einem gelebten Dialog mit katholischen Christen geöffnet.
Reinhard von Kirchbach wurde in seiner Kindheit geprägt durch die vielfältigen Beziehungen zu adeligen Familien, die in unterschiedlichen Funktionen dem Gemeinwohl in Sachsen dienten. Statt seinem früheren Wunsch entsprechend Förster zu werden, entschied er sich wie sein Vater zum Studium der Theologie, das er nach Semestern in Marburg und Tübingen 1939 in Leipzig mit dem Ersten Theologischen Examen abschloss. Sein Vater engagierte sich während der NS-Zeit führend in der Bekennenden Kirche als Domprediger an der Dresdener Sophienkirche und seit 1936 als Superintendent von Freiberg in Sachsen. Er musste in der Folge Gefängnishaft zwar nur kurz, Amtsenthebung aber lange durchstehen. Bei Kriegsausbruch konnte er auf eigenen Wunsch Wehrmachtspfarrer werden, während sich Reinhard als sechsundzwanzigjähriger Kandidat der Theologie freiwillig zum Kriegsdienst bei der Luftwaffe meldete.

### Zweiter Weltkrieg
Reinhard von Kirchbach meldete sich freiwillig zur Luftwaffe und wurde Beobachter sowie Kriegsoffizier im Kampfgeschwader 1. Er wurde unter anderem mit dem Eisernen Kreuz, II. und I. Klasse, dem Ehrenpokal der Luftwaffe, der Frontflugspange für Kampfflieger in Gold und am 14. April 1942 für besondere Tapferkeit vor dem Feind als Leutnant (Kr.O.) in der 9. (Eis-)Staffel/KG 1 mit dem Deutschen Kreuz in Gold ausgezeichnet. Zuletzt diente er verwegen im Rahmen der Reichsverteidigung und geriet zu Kriegsende in US-amerikanischer Kriegsgefangenschaft, aus der er Anfang 1946 entlassen wurde.  
Als ihm nach Kriegsende die Augen aufgingen, hat er unter der Frage gelitten, wie er sich so hat blenden lassen und wie er wegsehen konnte von Grausamkeiten, für die er hin und wieder Zeuge wurde. Seine gelegentlichen Weigerungen, unmenschliche Befehle auszuführen, seine kleinen Hilfen für verhungernde Russen oder Freundlichkeiten gegenüber bedrängten Juden erfüllten ihn später nicht mit Stolz, sondern mit Scham angesichts seiner Halbherzigkeit. Nie hat er von sich aus von diesem Lebensabschnitt gesprochen, und die meisten in seiner Umgebung wussten auch nichts davon. Er hatte sich radikal von den militärischen Idealen gelöst und auch von Adelstraditionen, soweit sie ihn in Standeskreisen hätten vereinnahmen können.

### Ehemann, Pastor, Propst
Noch während des Krieges hatte er Margarethe geb. Gräfin Zech-Burkersroda geheiratet, eine Enkelin des früheren Reichskanzlers von Bethmann Hollweg. Aus der Ehe, die 1975 mit ihrem plötzlichen Tod endete, sind sechs Kinder hervorgegangen. Reinhard von Kirchbach wurde evangelisch-lutherischer Pastor in Schleswig-Holstein und wirkte von 1948 bis 1976 in Lübeck, Schinkel, Gettorf und, als Propst, in Schleswig. Seinen Ruhestand verbrachte er in Altenhof bei Eckernförde. 1981 heiratete er Benita geb. von Scharnweber, die 2008, zehn Jahre nach seinem Tod, gestorben ist.

### Innere Berufung
Ohne sich auch ausgiebig Zeit zu nehmen für seine Studien, sein Beten und sein Schreiben konnte und wollte Reinhard von Kirchbach seine Aufgaben als Seelsorger, Prediger und Lehrer des Glaubens in größer werdenden Kreisen nicht wahrnehmen. Zwei spirituelle Berufungserlebnisse, zuerst in seiner Jugend und später dann in einem Kriegsgefangenenlager in Ägypten gestatteten ihm nicht, sich auf die Verwaltung eines kirchlichen Amtes in herkömmlichen Bahnen zu beschränken. Er sah sich von Gott zu den Völkern der Erde gerufen. Noch zwei Jahre vor seinem Tod schrieb er davon:

„Weil Gott mich gerufen und ich ihm geantwortet habe, lebe ich von Seiner Barmherzigkeit, seiner Geduld im Strom Seines Wirkens und aus der Kraft Seiner Wahrheit.“

Und weiter:

„Wie ich ohne jeden Halt einem Abgrund der Vernichtung zustürzte, erreichte mich im unaufhaltsamen Fall die Stimme Jesu, und ebenso unaufhaltsam stieg ich, getragen, dem Licht der Herrlichkeit zu, aus der ich gerufen wurde.“

Von der stillen Abgeschiedenheit seiner Studierstube aus stürmte er nun vorwärts auf der Suche nach Gottes Wirklichkeit in dieser Welt, um dem Ruf zu folgen. Eine große innere Unruhe und eine noch größere Erwartung zogen ihn dabei voran.

### Lernweg hin zum interreligiösen Dialog
Sein theologisches Denken wurde zu einem Weg des ständigen Lernens im Gespräch mit den irdischen Realitäten und mit Gott. Er arbeitete die Werke der großen Theologen wie Augustinus, Luther, Kierkegaard, Barth und Käsemann durch – und betete. Ein neuer Hunger nach Gotteserkenntnis in ihm bisher unbekannten Dimensionen erwachte, als er 1957 auf den Jesuitentheologen und Paläontologen Teilhard de Chardin aufmerksam gemacht wurde. Jetzt erwarb und las er jedes seiner posthum veröffentlichten Bücher, sobald sie erschienen; denn hier fand er einen theologisch-spirituellen Zugang zur Theorie der Evolution des Lebens und zum Dialog der Kulturen der ganzen heutigen Menschheit. Also verschaffte er sich weitere Literatur der modernen Naturwissenschaft über die Entstehung des Kosmos, die geologischen Zeitalter und die Evolution des Lebens einschließlich des Menschen – und betete. Er tat das, indem er bei allen Informationen auf die Stimme Jesu und Gottes lauschte. Er lernte weiter, indem er Berge von religionswissenschaftlicher Literatur bewältigte und Dialogerfahrungen studierte wie die von Raimon Panikkar. Er verfolgte die ersten großen Dialogkonferenzen der Religionen, an denen sich Kirchen bzw. Christen beteiligten und sichtete Aufsätze und Berichte über Grundlagen, Methoden und Zielsetzungen des Dialogs – und betete. Und er stellte das alles schließlich auf die Probe und lernte weiter, indem er einzelne Freunde aus dem Hinduismus, dem Buddhismus und dem Islam gewann und mit ihnen 19 Jahre lang oft Jahr auf Jahr jeweils für drei bis sechs Wochen zusammenlebte.

### Beten, Verstehen, Schreiben
Die Theologie von Reinhard von Kirchbach kann als eine „Theologie im Gebet“ bezeichnet werden. Er hat sie schriftlich hinterlassen. Denn was er Jahrzehnte lang in frühen Morgenstunden im Gebet reflektierte und was ihm dabei aufging – auch später vor, während und nach den Dialogtreffen – brachte er anschließend in gebundener – man mag sagen „poetischer“ – Sprache zu Papier. Viele solcher Texte hat er zu kleinen Sammlungen oder auch umfangreicheren Broschüren zusammengestellt und in seiner Umgebung verschenkt. Diese Schriften wurden und werden in einer Werkausgabe im Verlag Traugott Bautz veröffentlicht, nachdem dort bereits im Jahre 2008 das Buch Ich glaube den interreligiösen Dialog. Zugänge zu Leben und Wirken des Wegbereiters Reinhard von Kirchbach erschienen ist. Auch zwei Bände mit Vorträgen und Predigten sind erschienen oder in Vorbereitung. Einige Beispiele seiner Arbeit finden sich auf der für sein Anliegen eingerichteten Internetseite.

### Das Projekt des interreligiösen Dialogs
Seine Idee von einem Projekt des gelebten interreligiösen Dialogs, die sich in ihm während der letzten Dienstjahre immer klarer herausgebildet hatte, konnte er nun aber nicht mehr neben seinem kirchlichen Amt verwirklichen. Erst als er sich 1976 mit 63 Jahren vorzeitig pensionieren ließ, konnte er mit dem „Selbstversuch“ beginnen, der sein Leben bis zu seinem Tod 22 Jahre später erfüllen sollte. Er erlernte zu seinem Schulfranzösisch die englische Sprache hinzu, verfasste das Grundsatzpapier „Ein Projekt“ auf Deutsch und Englisch, suchte und fand auf Reisen in Europa und Südasien Dialogpartner und lud 1980 zu einem ersten sechswöchigen Dialogtreffen in sein Haus in Altenhof bei Eckernförde ein. Mit einer sehr konstanten Gruppe von Hindus, Buddhisten, Christen und Muslimen sowie vereinzelt auch Juden verabredete er sich in den folgenden Jahren zu 14 solcher Treffen in Europa und sechs asiatischen Ländern: zum Zusammenleben und Meditieren, zur Teilnahme am Leben der anderen Religionen, zu Gespräch und Lernen, Feiern, Arbeiten und Erholen. Er wie auch die Dialogpartner setzten sich dabei schmerzhaften wie auch ermutigenden Prozessen aus. Davon zeugen die unveröffentlichten Protokolle der Treffen, die Vorträge, die von Kirchbach landauf landab in kirchlichen und nichtkirchlichen Gruppierungen gehalten hat, die „spirituellen Spiegelungen unserer Begegnungen“, wie er seine poetischen Schriften zu den Dialogtreffen einmal genannt hat, und auch Broschüren und Berichte seiner Dialogpartner in Deutsch oder Englisch.

### Besondere Kennzeichen des „Lebendigen Interreligiösen Dialogs“
Reinhard von Kirchbach sah seinen „Lebendigen Interreligiösen Dialog“ als eine Ergänzung zu den weltweit unternommenen Dialogbemühungen an. Er zeichnet sich durch das Zusammenwirken folgender Eigenheiten aus:
- Ein Dialogverständnis, das weit über verbalen Gedankenaustausch hinausgeht

Reinhard von Kirchbach bemüht sich um ein Aufeinander-Zuleben. Die gemeinsame Hauswirtschaft und das Fernsehen der Abendnachrichten gehört genauso dazu wie die gegenseitige Einladung zu den religiösen Feiern oder auch die Bitte, bei der Feldarbeit zu helfen.
- Eine sorgfältige Beachtung der Dialogprinzipien

Keine Vermischung der Überlieferungen; keine Verleugnung des eigenen Glaubens; keine Relativierung der Positionen; keine Nivellierung der Unterschiede. Dafür aber: miteinander verbunden bleiben und sich nicht auseinanderbringen lassen; sich gegenseitig bereichern; sich selbst fortschreitend entfalten.
- Die schonungslose Aufdeckung der Versuchungen, denen die Menschen, zumindest aber die Christen und die Kirchen bei dem Dialog ausgesetzt sind

Während Reinhard von Kirchbach sich verbietet, die anderen zu beurteilen oder gar zu kritisieren, geht er umso schärfer mit sich selbst ins Gericht. Durch sein Verhalten werden auch die anderen dazu ermuntert, im Rahmen ihrer Möglichkeiten so zu handeln. Er kann ihnen den Gedanken zumuten, dass sie wie er „herausgerufen sind aus dem kleinen Grab unseres Lebens und dem großen Grab, in dem unsere Nationen mit den Bekenntnissen ihres Glaubens begraben liegen.“
- Eine Unabhängigkeit im Auftrag und in der Finanzierung

Reinhard von Kirchbach verwirklicht sein Projekt zwar mit Billigung, aber ohne jede Einmischung kirchlicher Gremien. Er finanziert es weitgehend aus eigenen Mitteln. Die Partner sind frei oder zahlen nach ihren Möglichkeiten selbst. Zuschüsse und Spenden sind an den Zweck, nicht aber an Bedingungen gebunden.
- Eine Kontinuität der meisten Gesprächspartner über fast 20 Jahre hin

Dadurch bringen diese neben ihren Traditionen und augenblicklichen Ansichten auch einen großen Teil ihres persönlichen Lebenslaufes in die Begegnungen ein, mit allen Wandlungen und Schicksalsschlägen.
- Eine Spiritualität des Dialogs

Sie kann in dem Bekenntnis zusammengefasst werden: Gott führt den Dialog, und wir, die wir am Dialog teilnehmen, leben die geglaubte Zusammengehörigkeit der Menschen verschiedenen Glaubens. Wir leben sie so, dass das Schwergewicht unseres Zusammenlebens auf der transzendierenden Triebkraft des Glaubens selbst liegt und nicht auf den religiösen oder weltanschaulichen Unterschieden des Glaubens noch auf den jeweiligen Theologien, Systemen, Überzeugungen, Strategien oder bisherigen Erfahrungen.
- Ein weiter Horizont für den Dialog

Der Gesamthorizont kann von keinem überblickt werden, da er durch die Glaubenshorizonte aller Beteiligten gegeben ist. Dazu dehnt er sich weit in die Zukunft Gottes mit Seiner Menschheit aus. Reinhard von Kirchbach rechnet mit einer Neugeburt der eigenen Religion und der anderen Religionen aus ihren Quellen in großen Zeiträumen.
Das Thema der lokalen wie der weltweiten christlichen Mission ist in diesen Überlegungen immer enthalten. Die ferne Zukunft spürt er so nah, dass er nichts von dem, was er dringend erwartet, ungeduldig zu forcieren sucht. Der Dialog bezweckt nicht die erhofften Änderungen, sondern er ist bereits die Folge davon, dass Änderungen sich zu vollziehen beginnen.

### Ende und Anfang
Seit 1995 hatte Reinhard von Kirchbach seinen Dialogweg für sich persönlich als beendet angesehen. Die Kraft seiner letzten drei Lebensjahre hat er dafür eingesetzt, sein Anliegen weiter in seine Kirche hineinzutragen, als finge er gerade erst damit an. Im März 1998 ist er im Alter von fast 85 Jahren in Altenhof gestorben. Er liegt auf dem Friedhof im nahen Gettorf begraben. Sein letztes Buch „Im Strom göttlichen Wirkens“ hatte er noch denen überreichen können, die ihn an seinem Sterbebett besuchten. Der letzte Text darin ist überschrieben: „Nun erst bist du an den Anfang gekommen.“

### Pionier des Gesprächs unter den Religionen
Reinhard von Kirchbach ist für die Evangelische Kirche in Deutschland einer der Pioniere des Gesprächs zwischen den Religionen geworden. Dabei ist er einen eigenständigen, relativ einsamen Weg gegangen, auf dem er Türen nach innen und nach außen geöffnet hat. Aus seinem Glauben und den Begegnungen heraus fand er tiefe Zugänge zu den Glaubensquellen anderer. So konnte es geschehen, dass sich einzelne Menschen aus dem Hinduismus, Buddhismus und Islam mit ihm inniger verbunden fühlten als mit Gläubigen aus der eigenen Religion. Unter den lutherischen Theologen seiner Kirche war von Kirchbach einerseits ein „Ausreißer“, andererseits blieb er aber immer im Gespräch mit seinen Bischöfen und Kollegen in Nordelbien. Einige von ihnen verfolgten und begleiteten lernbegierig seinen Weg. Andere beargwöhnten seine Unternehmungen und Äußerungen. So blieb die Aufnahme seiner Anliegen in seiner Kirche während seiner Lebenszeit begrenzt. Das Engagement im interreligiösen Dialog war Reinhard von Kirchbach zwar nicht in die Wiege gelegt, sein Lebensweg führte aber vom Ende her gesehen erstaunlich konsequent darauf zu.

## Selbstverständnis
„Das ist ein Gedanke, der mich schon seit meiner Studentenzeit beschäftigt: die Frage nach der Selbstoffenbarung Gottes. Ich kann mir nicht vorstellen, daß Gott nicht mit der Barmherzigkeit seiner Kraft zu jeder Zeit und an jeder Stelle da ist als einer, der diesen Menschen oder diese Gruppe auf ganz besonderen, speziellen Wegen sucht. Ein Denkanstoß kam hinzu durch mein Studium der Schriften von Teilhard de Chardin, der – ausgehend von den Naturwissenschaften, die die Welt als eine sich entfaltende Welt schildern – Christus neu verstand als den, der die Welt in ihrer Entfaltung voranführt. Das immer neue Hören, neue Verstehen alter Worte und Formeln ist dabei ein Prozeß, der schon im Neuen Testament aufweisbar ist, und in dem die lebendig hörende Gemeinde Christus erfährt als den gegenwärtigen und weiterführenden Herrn. Aus dieser Perspektive heraus könnte z. B. auch ein solches Wort Christi: ‚Wenn ich erhöht sein werde von der Erde, will ich sie alle zu mir ziehen‘ (Johannes 12,32) neu gehört, neu von ihm offenbart werden – auch im Blick auf andere Glaubensgruppierungen. Eine Beobachtung, die wir alle machen können, ist zu diesem Denkansatz hinzugekommen …, nämlich die Beobachtung, daß der Druck auf der Erde im geographischen, wirtschaftlichen und politischen Bereich immer stärker einfach dadurch wird, daß es immer mehr Menschen gibt, und wir es immer mehr miteinander zu tun bekommen. Wir reden in diesem Zusammenhang auch von der Einheitszivilisation auf der Erde. Dieser Druck ist natürlich auch auf dem geistigen, weltanschaulichen und religiösen Gebiet wirksam. Dabei ist als Reaktion u. a. eine Art Auflösung der religiösen Gruppe zu bemerken, die solchem Druck nicht standhalten kann. Daraus entstehen neue Mischformen ohne genaueres Profil.“

## Beurteilungen
Charakterisierungen Reinhard von Kirchbachs durch seine religiösen Gesprächspartner, wiedergegeben in dem Sammelband Ich glaube den interreligiösen Dialog, 2008:
- Der Imam Mehdi Razvi: „Für mich ist Reinhard ein lebendiger Heiliger, ein heiliger Mensch, ein christlicher Heiliger gewesen, seiner Sündhaftigkeit sehr bewusst.“ (S. 107)
- Der Hindu Govindh Bharatan: „In unserer Tradition haben wir ein Wort für mystische Menschen … Wir nennen sie Rishis … Bevor ich Reinhard kennenlernte, hatte ich lediglich über solche Menschen in Büchern gelesen, aber meine Begegnung mit ihm bewies, dass solche Menschen existieren.“ (S. 127)
- Der Buddhist Deepal Sooriyaarachchi: „Ein fragender Geist – das Qualitätsmerkmal eines Buddhisten – war Reinhard. Hingabe, selbstlose Freude, liebevolle Freundlichkeit und Gelassenheit sind nach buddhistischer Lehre die vier sublimen Lebenshaltungen. In Reinhard lernte ich einen Mann kennen, der diese Qualitäten im Überfluss besaß, und in diesem Sinne war er ein Buddhist – oder vielleicht kann ich ihn sogar als einen Bodhisattva bezeichnen, d. h. jemanden, der auf dem Weg der Erleuchtung ist.“ (S. 193)
- Der Sufi-Sheikh Mahmood Rashid: „Das war Reinhard, ein Mystiker und großer Sufi unserer Zeit.“ (S. 213)
- Der Christ Joachim Wietzke: „Reinhard von Kirchbach hat sich unseres Wissens nie als Mystiker bezeichnet, und nach Auskunft von Menschen, die ihn lange begleitet haben, hat er diese Charakterisierung zurückgewiesen. … Für mich ist R. von Kirchbach ein tief frommer Mann und biblisch fundierter Theologe, der seiner Zeit weit voraus war. Unsere Kirche braucht solche 'Häretiker', 'Grenzgänger des Glaubens' und 'Missionare', die uns den Weg aus dem fest gezimmerten Lehrgebäude unserer institutionellen Religion weisen.“ (S. 302, 308)

## Veröffentlichungen
- Ein Projekt zum interreligiösen Dialog (1978); jetzt in: Hans-Christoph Goßmann/Michael Möbius (Hrsg.): Ich glaube den interreligiösen Dialog. Zugänge zu Leben und Wirken des Wegbereiters Reinhard von Kirchbach, Verlag Traugott Bautz, Nordhausen 2008, S. 9–25 (online auf reinhardvonkirchbach.de) (PDF; 85 kB)
- Im Strom göttlichen Wirkens. Meditative Gebete, Friedrich Wittig Verlag, Kiel 1999, ISBN 3-8048-4455-3
- Eine Theologie im Gebet – Schriften von Reinhard von Kirchbach, hrsg. von Hans-Christoph Goßmann und Michael Möbius, Verlag Traugott Bautz, Nordhausen 2009 ff.
  - Reisen mit hörendem Herzen nach Paestum, nach Florenz, nach Patmos, nach Jerusalem. Aufzeichnungen aus den Jahren 1957, 1958, 1959 und 1960, ISBN 978-3-88309-764-0
  - Ein Versuch ohne Ende und ohne Anfang. Die treibende Insel: Zwei frühe Schriften aus den Jahren 1957 und 1960, ISBN 978-3-88309-781-7
  - Der Aufbruch. Meditationen, Gebete und Reflexionen, ISBN 978-3-88309-787-9
  - Der Tausch. Der Schleier, ISBN 978-3-88309-808-1
  - „Komm, ICH will mit dir reden“. Begegnungen in Indien, Israel und Pakistan, gespiegelt in meditativen Gebeten, ISBN 978-3-88309-506-6
  - Was soll meine Arbeit sein? Meditative Gebete und Reflexionen zur Aufgabe eines Christen im interreligiösen Dialog, ISBN 978-3-88309-540-0
  - Wege des Glaubens – Umkehr zur Liebe. Gespräche mit Gott in Takamori und Lunel. Ein Dialog mit Menschen anderen Glaubens, ISBN 978-3-88309-554-7
  - Herdfeuer Gottes. Ein Lese-Gebetbüchlein, ISBN 978-3-88309-611-7
  - Zelte bauen in reißenden Wassern. Meditationen, Gebete, Reflexionen (1995–1997), ISBN 978-3-88309-812-8
  - Dialog aus Glauben. Vorträge und Aufsätze zum Zusammenleben der Religionen, ISBN 978-3-88309-620-9
  - Die Kraft Christi. Predigten aus den Jahren 1970 bis 1976, ISBN 978-3-88309-815-9
- Worte für jeden Tag. Herausgegeben von Hans-Christoph Goßmann, Verlag T. Bautz, Nordhausen 2014, ISBN 978-3-88309-912-5